# Mickey Wright
Mary Kathryn "Mickey" Wright (San Diego, 14 februari 1935 -  Port St. Lucie 17 februari 2020) was een Amerikaans golfprofessional die vijftien jaar lang op een rij, van 1954 tot 1969, golfte op de LPGA Tour. Ze won 82 LPGA-golftoernooien waarvan 13 majors. In 1964 werd ze opgenomen op de World Golf Hall of Fame.

## Loopbaan
Wright werd geboren in de Amerikaanse stad San Diego, Californië, waar ze op de Hoover High School verbleef. Haar eerste grote golftitel was het US Girls' Junior Championship. Later studeerde ze op de Stanford-universiteit en werd lid van het golfteam van de school. In 1954 verloor ze de finale op het US Women's Amateur Championship, maar won wel het World Amateur Championship. Later in diezelfde jaar werd ze een golfprofessional.
In 1956 maakte Wright haar debuut op de LPGA Tour. Ze bleef tot 1969 jaarlijks golfen op de LPGA Tour. Ze won 82 LPGA-titels en staat na Kathy Whitworth, met 88 titels, op de tweede plaats op basis van het aantal zeges op de LPGA Tour. Van de 82 titels won ze ook 13 Major golfkampioenschappen en staat na Patty Berg, die 15 majors won, op de tweede plaats staat op basis van de meeste LPGA-major kampioenschappen.
In 1964 werd Wright opgenomen op de World Golf Hall of Fame. In 1969 ging ze op 34-jarige leeftijd met pensioen nadat ze meer last had van voetblessures.

## Prestaties

### Amateur
- 1952: U.S. Girls' Junior
- 1954: World Amateur Championship

### Professional
LPGA Tour
| Jaar | #  | Toernooien |
| ---- | -- | --- |
| 1956 | 1  | Jacksonville Open |
| 1957 | 3  | Sea Island Open, Jacksonville Open, Wolverine Open |
| 1958 | 5  | Sea Island Open, LPGA Championship, US Women's Open, Opie Turner Open, Dallas Open |
| 1959 | 4  | Jacksonville Open, Cavalier Open, US Women's Open, Alliance Machine International Open |
| 1960 | 6  | Sea Island Open, Tampa Open, LPGA Championship, Grossinger Open, Eastern Open, Memphis Open |
| 1961 | 10 | St. Petersburg Open, Miami Open, Titleholders Championship, Columbus Open, US Women's Open, Waterloo Open, Spokane Women's Open, Sacramento Valley Open, Mickey Wright Invitational, LPGA Championship |
| 1962 | 10 | Sea Island Women's Invitational, Titleholders Championship, Women's Western Open, Milwaukee Open, Heart of America Invitational, Albuquerque Swing Parade, Salt Lake City Open, Spokane Open, Mickey Wright Invitational, Carlsbad Cavern Open                                                                                            |
| 1963 | 13 | Sea Island Women's Invitational, St. Petersburg Women's Open, Alpine Civitan Open, Muskogee Civitan Open, Dallas Civitan Open, Babe Zaharias Open, Women's Western Open, Waterloo Women's Open Invitational, Albuquerque Swing Parade, Idaho Centennial Ladies' Open, Visalia Ladies' Open, Mickey Wright Invitational, LPGA Championship |
| 1964 | 11 | Peach Blossom Invitational, Clifford Ann Creed Invitational, Squirt Ladies' Open Invitational, Muskogee Civitan Open, Lady Carling Eastern Open, Waldemar Open, US Women's Open, Milwaukee Jaycee Open, Visalia Ladies' Open, Tall City Open, Mary Mills Mississippi Gulf Coast Invitational                                              |
| 1965 | 2  | Baton Rouge Invitational, Dallas Civitan Open |
| 1966 | 7  | Venice Ladies Open, Shreveport Kiwanis Invitational, Bluegrass Ladies Invitational, Women's Western Open, Pacific Ladies' Classic, Shirley Englehorn Invitational, Mickey Wright Invitational |
| 1967 | 4  | Shreveport Kiwanis Club Invitational, Bluegrass Invitational, Lady Carling Open, Pensacola Ladies Invitational |
| 1968 | 4  | Port Malabar Invitational, Palm Beach County Open, Tall City Open, 500 Ladies Classic |
| 1969 | 1  | Bluegrass Invitational |
| 1973 | 1  | Colgate-Dinah Shore Winner's Circle |

De majors worden in het vet weergegeven.
Overige
- 1959: Hoosier Celebrity
- 1961: Haig & Haig Scotch Foursome (met Dave Ragan)
- 1962: Naples Pro-Am (met Marilynn Smith)
- 1963: Haig & Haig Scotch Foursome (met Dave Ragan), Shell's Wonderful World of Golf
- 1966: Ladies World Series of Golf, Shell's Wonderful World of Golf
- 1967: Seven Lakes Invitational